# 井岡山空港
井岡山空港（せいこうざんくうこう、IATAコード:JGS; ICAOコード:ZSGS）は、江西省吉安市太和県羅渓鎮にあり、景岡山市の中心部から60キロ、吉安の中心部から45キロ、太和県から20キロの位置にある。 

## 歴史
空港は1970年に建設され、1973年に完成した。もともとは軍用空港であり、2002年に旅客用にも拡張された。主に吉安市と景岡山旧市街の地域観光の拠点で、エアバス320、ボーイング737などが離着陸できる。

## 就航会社、空港
| 就航会社     | 就航先の空港                                                               |
| ------------ | -------------------------------------------------------------------------- |
| 中国国際航空 | 北京/首都、北京/大興                                                       |
| 中国東方航空 | 杭州、広州、深圳、西安、上海/浦東、上海/虹橋、南京、南寧、貴陽、昆明、瓊海 |
| 上海航空     | 海口、上海/虹橋                                                            |
| 中国南方航空 | 汕頭、鄭州                                                                 |
| 福州航空     | 三亜、ハルビン                                                             |
| 成都航空     | 福州、厦門、成都/天府                                                      |
| 春秋航空     | 江北、寧波                                                                 |
| 西部航空     | 江北、温州                                                                 |
| 長竜航空     | 済南、珠海                                                                 |